# Atomoclostis deltosema
Atomoclostis deltosema är en fjärilsart som beskrevs av Edward Meyrick 1934. Atomoclostis deltosema ingår i släktet Atomoclostis och familjen Crambidae. Inga underarter finns listade i Catalogue of Life.